# Карась, Игорь Николаевич
Игорь Николаевич Карась (укр. Ігор Миколайович Карась; 9 октября 1971, Каменка, Черкасская область) — советский и украинский футболист, защитник.

## Биография
Заниматься футболом Игорь начинал в родном городе Каменка. Ещё будучи школьником стал играть за местную команду «Тясмин», выступавшую на первенство области. Через некоторое время, после окончания школы, был призван на воинскую службу, где выступал за армейские коллективы. В 1991 году стал игроком команды мастеров СКА (Киев), в составе которой принимал участие в играх первенства второй лиги СССР.
После демобилизации получил приглашение в черкасский «Днепр», который тренировал заслуженный тренер УССР Виктор Жилин. За свой новый клуб дебютировал 16 февраля 1992 года, в кубковом поединке против команды «Верес», заменив во втором тайме своего одноклубника Яна Школьникова. 17 марта 1992 года, Игорь Карась в месте со своим клубом дебютировал в перволиговом турнире, проводившемся в рамках первого независимого чемпионата Украины. молодой защитник вышел на поле во втором тайме матча «Днепр» (Черкассы) — СКА (Киев) 3:2. 11 апреля 1992 года, в домашнем поединке против черниговской «Десны», Игорь впервые вышел в стартовом составе черкасской команды и уже до окончания чемпионата играл практически без замен, став твёрдым игроком основного состава. Но в целом для черкащан, дебютный сезон в чемпионате Украины выдался неудачным, по его итогам «Днепр» покинул первую лигу. Сезон 1992/93 черкасский клуб начал уже во второй лиге. После первых стартовых матчей первенства, Виктора Жилина на посту главного тренера, сменил Семён Осиновский. Несмотря на изменения в тренерском штабе, Карась продолжал оставаться игроком стартового состава, а 10 мая 1993 года, в гостевом поединке против команды «Галичина» (Дрогобыч), защитник отличился и своим первым голом в профессиональном футболе. По итогам сезона черкасский «Днепр» стал победителем турнира, вернув себе место в первой лиге. Следующие два сезона Карась в составе своего клуба отыграл в перволиговом первенстве.
Старт сезона 1995/96 черкасский «Днепр» начал с двух поражений подряд. В клубе начались перебои с финансированием, что сказывалось и на игре команды. В сентябре 1995 года, черкасский клуб покинул Семён Осиновский, возглавив другую команду первой лиги — «Кристалл» (Чортков). Вслед за тренером ушли и ряд футболистов основного состава. Приняв участие в одиннадцати стартовых поединках днепрян, перебрался в клуб из Чорткова и Карась. До конца чемпионата, защитник сыграл за свой новый клуб 30 матчей, отличившись голом в ворота житомирского «Химика».
Перед началом чемпионата 1996/97, Семён Осиновский стал помощником, возглавившего клуб высшей лиги Украины «Прикарпатье» Бориса Стрельцова, пригласив в команду из Ивано-Франковска защитника Карася. В элитном дивизионе Игорь дебютировал 20 июля 1996 года, в домашнем поединке против полтавской «Ворсклы». Уже после пяти стартовых туров, команду покинул тренерский дуэт Стрельцов — Осиновский, а коллективу был представлен новый наставник, заслуженный мастер спорта Виктор Колотов. При новом тренере Игорь продолжал оставаться игроком основного состава, сыграв в своём первом сезоне элитного дивизиона 25 матчей. В сезоне 1997/98, Игорь Карась, ставший одним из лидеров защитных порядков команды, выходил на поле уже под руководством другого специалиста, очередным тренером команды стал Игорь Юрченко. 25 мая 1998 года, в поединке «Кривбасс» — «Прикарпатье», защитник отличился своим единственным голом в высшей лиге, на 89 минуте поразив ворота голкипера хозяев поля Валерия Дудки. По итогам сезона, «Прикарпатье», завершавшее сезон с новым тренером — Богданом Блавацким, финишировало на 10 месте.
Несмотря на скромные показатели ивано-франковского клуба, уверенная игра его защитника Игоря Карася привлекла внимание селекционеров более именитых клубов. В июле 1998 года футболист получил приглашение в российский клуб «Зенит». Отправившись в расположение команды из Санкт-Петербурга, защитник своей игрой оставил благоприятное впечатление на тренерский штаб. Но трансфер так и не состоялся, клубы не смогли договориться о сумме компенсации за переход игрока. Вскоре последовало приглашение от ещё одного российского клуба — «Торпедо» (Москва). Но и этот переход сорвался по той же причине. В результате футболист вынужден был возвращаться в Ивано-Франковск. В этот период «Прикарпатье» переживало не лучшее времена, в клубе начались проблемы с финансировнием, пошла тренерская чехарда. По ходу сезона коллектив поочерёдно возглавляли пять наставников. Отыграв первый круг сезона 1998/99, Карась покинул ивано-франковский клуб, проведя вторую часть сезона в перволиговом «Кремне», который возглавлял хорошо знакомый защитнику по работе в предыдущих командах, тренер Семён Осиновский. В межсезонье Игорь возвратился в ФК «Черкассы», в составе которого провёл последующие три сезона. В чемпионате 1999/2000, в составе своего клуба, стал бронзовым призёром первенства первой лиги. Летом 2004 года, опытный защитник перешёл в команду «Полесье» (Житомир), которую тренировал всё тот же Семён Осиновский. Приняв участие в четырёх стартовых матчах сезона 2002/03, Игорь Карась покинул клуб, приняв решение завершить профессиональную карьеру.
В дальнейшем выступал за любительские коллективы — «ДПА-ТЭЦ» (Черкассы), «Иван» (Одесса), «Златокрай» (Золотоноша), «Олимп» (Каменка), «Христиновка». В 2004 году был игроком мини-футбольного клуба «Арарат» (Черкассы). В 2009—2011 годах, в качестве играющего тренера и капитана команды «Холодный яр» (Каменка), становился вице-чемпионом и чемпионом первенства Черкасской области.

## Достижения
- Победитель второй лиги Украины: 1992/1993
- Бронзовый призёр первой лиги Украины: 1999/2000

## Образование
Черкасский национальный университет им. Богдана Хмельницкого (факультет физического воспитания и спорта).